# Collegio plurinominale Lazio 1 - 03 (2020)
Il collegio elettorale plurinominale Lazio 1 - 03 è un collegio elettorale plurinominale della Repubblica italiana per l'elezione della Camera dei deputati.

## Territorio
Come previsto dalla legge n. 51 del 27 maggio 2019, il collegio è stato definito tramite decreto legislativo all'interno della circoscrizione Lazio 1.
Il collegio comprende la zona definita dai tre collegi uninominali Lazio 1 - 05 (Roma Municipio X), Lazio 1 - 06 (Roma Municipio XI) e Lazio 1 - 07 (Roma Municipio XIV) quindi la parte
occidentale del comune di Roma e i comuni di Fiumicino e Pomezia.

## XIX legislatura

### Risultati elettorali
|                               | Fratelli d'Italia                                       | 183 862 | 30,00 | 1 | 246 452 | 40,22 | 3 |  |  |
|                               | Forza Italia                                            | 31 044  | 5,07  | – | 246 452 | 40,22 | 3 |  |  |
|                               | Lega per Salvini Premier                                | 28 561  | 4,66  | – | 246 452 | 40,22 | 3 |  |  |
|                               | Noi Moderati                                            | 2 985   | 0,49  | – | 246 452 | 40,22 | 3 |  |  |
|                               | Partito Democratico - Italia Democratica e Progressista | 130 349 | 21,27 | 1 | 181 269 | 29,58 | – |  |  |
|                               | Alleanza Verdi e Sinistra                               | 25 805  | 4,21  | – | 181 269 | 29,58 | – |  |  |
|                               | +Europa                                                 | 22 145  | 3,61  | – | 181 269 | 29,58 | – |  |  |
|                               | Impegno Civico – Centro Democratico                     | 2 970   | 0,48  | – | 181 269 | 29,58 | – |  |  |
|                               | Movimento 5 Stelle                                      | 89 419  | 14,59 | 1 | 89 419  | 14,59 | – |  |  |
|                               | Azione - Italia Viva                                    | 63 279  | 10,33 | 1 | 63 279  | 10,33 | – |  |  |
|                               | Unione Popolare                                         | 9 829   | 1,60  | – | 9 829   | 1,60  | – |  |  |
|                               | Italexit                                                | 9 687   | 1,58  | – | 9 687   | 1,58  | – |  |  |
|                               | Italia Sovrana e Popolare                               | 8 057   | 1,31  | – | 8 057   | 1,31  | – |  |  |
|                               | Vita                                                    | 3 585   | 0,59  | – | 3 585   | 0,59  | – |  |  |
|                               | Alternativa per l'Italia (PdF - Exit)                   | 1 243   | 0,20  | – | 1 243   | 0,20  | – |  |  |
| Totale                        | Totale                                                  | 612 820 | 100   | 4 | 612 820 | 100   | 3 |  |  |
|                               |                                                         |         |       |   |         |       |   |  |  |
| Voti non validi               | Voti non validi                                         | 15 409  | 2,45  |   |         |       |   |  |  |
| Votanti                       | Votanti                                                 | 628 229 | 64,47 |   |         |       |   |  |  |
| Elettori                      | Elettori                                                | 974 520 |       |   |         |       |   |  |  |
|                               |                                                         |         |       |   |         |       |   |  |  |
| Data: 25 settembre 2022       |                                                         |         |       |   |         |       |   |  |  |
| Fonte: Ministero dell'interno |                                                         |         |       |   |         |       |   |  |  |

### Eletti

#### Eletti nei collegi uninominali
Eletti nella coalizione di centro-destra (FdI - Lega - FI - NM)
     Eletti nella coalizione di centro-sinistra (PD-IDP - AVS - +E - IC-CD)
| Collegio uninominale  | Eletto | Eletto                  | Partito           |
| --------------------- | ------ | ----------------------- | ----------------- |
| 5. Roma Municipio X   |        | Alessandro Battilocchio | Nuovo PSI         |
| 6. Roma Municipio XI  |        | Luciano Ciocchetti      | Fratelli d'Italia |
| 7. Roma Municipio XIV |        | Federico Freni          | Lega              |

#### Eletti nella quota proporzionale
| Fratelli d'Italia | Partito Democratico-IDP | Movimento 5 Stelle  | Azione - Italia Viva |
| ----------------- | ----------------------- | ------------------- | -------------------- |
|                   |                         |                     |                      |
| Angelo Rossi      | Claudio Mancini         | Francesco Silvestri | Maria Elena Boschi   |